# ماياك
مؤسسة ماياك للإنتاج (بالروسية: Производственное объединение «Маяк»)‏ ، من Маяк ( بالعربية: "المنارة") هي واحدة من أكبر المنشآت النووية في الاتحاد الروسي، وتضم مصنعًا لإعادة المعالجة. أقرب المستوطنات هي أوزيورسك إلى الشمال الغربي ونوفوجورني إلى الجنوب.
قاد لافرينتي بيريا مشروع القنبلة الذرية السوفييتية. أدار بناء مصنع ماياك للبلوتونيوم في جبال الأورال الجنوبية بين عامي 1945 و1948، على عجل وسرية كبيرة كجزء من مشروع القنبلة الذرية للاتحاد السوفيتي . قام أكثر من 40.000 من سجناء غولاغ وأسرى الحرب ببناء المصنع ومدينة أوزيورسك النووية المغلقة، والتي كانت تسمى في ذلك الوقت بالرمز البريدي السري "أربعين". تم بناء خمسة مفاعلات نووية (مغلقة اليوم) لإنتاج البلوتونيوم الذي تم تكريره وتصنيعه لصنع الأسلحة. وفي وقت لاحق، أصبح المصنع متخصصًا في إعادة معالجة الوقود النووي المستهلك من المفاعلات النووية والبلوتونيوم من الأسلحة التي تم إيقاف تشغيلها.
بمجرد بدء الإنتاج، سرعان ما نفدت المساحة تحت الأرض لدى المهندسين لتخزين النفايات عالية الإشعاع. وبدلاً من وقف إنتاج البلوتونيوم حتى يتم بناء صهاريج جديدة لتخزين النفايات تحت الأرض، بين عامي 1949 و1951، قام المديرون السوفييت بالتخلص من 76 مليون متر مكعب (2.7 بليون قدم مكعب) نفايات. من المواد الكيميائية السامة، بما في ذلك 3.2 مليون كوري من النفايات المشعة عالية المستوى في نهر تيكا ، وهو نظام هيدروليكي بطيء الحركة يغرق في المستنقعات والبحيرات.
وكان هناك ما يصل إلى 40 قرية، يبلغ عدد سكانها مجتمعة حوالي 28000 نسمة، تصطف على جانبي النهر في ذلك الوقت. بالنسبة لـ 24 منهم، كان نهر تيكا مصدرًا رئيسيًا للمياه؛ وتم إجلاء 23 منهم في النهاية. في السنوات الـ 45 التالية، تعرض حوالي نصف مليون شخص في المنطقة للإشعاع في واحدة أو أكثر من الحوادث،  مما يعرضهم لما يصل إلى 20 ضعفًا من الإشعاع الذي تعرض له ضحايا كارثة تشيرنوبيل خارج المحطة. بحد ذاتها.
وجد المحققون في عام 1951 أن المجتمعات الواقعة على طول النهر ملوثة بدرجة عالية. عند الاكتشاف، قام الجنود على الفور بإخلاء أول قرية تقع على ضفاف النهر وهي ميتلينو، التي يبلغ عدد سكانها 1200 نسمة، حيث بلغت مستويات الإشعاع 3.5-5 راد / ساعة (35-50 مللي جراي / ساعة أو 10-14 ميكرو جراي / ثانية). وبهذا المعدل، سيحصل الناس على ما يعادل التعرض للإشعاع مدى الحياة في أقل من أسبوع. خلال العقد التالي، تمت إعادة توطين عشرة مجتمعات إضافية من النهر، لكن المجتمع الأكبر، وهو مسلموموفو، بقي. قام الباحثون بالتحقيق مع سكان مولوموفو سنويًا فيما أصبح تجربة حية لأربعة أجيال لأشخاص يعيشون وسط جرعات مزمنة منخفضة من النشاط الإشعاعي. وأظهرت عينات الدم أن القرويين تناولوا السيزيوم 137 والروثينيوم 106 والسترونتيوم 90 واليود 131 داخليًا وخارجيًا. وقد ترسبت هذه النظائر في الأعضاء واللحم ونخاع العظام. اشتكى القرويون من أمراض وأعراض مختلفة، مثل التعب المزمن، ومشاكل في النوم والخصوبة، وفقدان الوزن، وارتفاع ضغط الدم. وكان تواتر الإعاقات الخلقية والمضاعفات عند الولادة أكبر بثلاث مرات من المعدل الطبيعي. وفي عام 1953، قام الأطباء بفحص 587 من 28000 شخص تعرضوا للإشعاع، ووجدوا أن 200 منهم لديهم حالات واضحة من التسمم الإشعاعي.
في عام 1957، كانت ماياك موقعًا لكارثة كيشتيم ، والتي كانت في ذلك الوقت أسوأ حادث نووي في التاريخ. خلال هذه الكارثة، انفجر خزان تخزين سيئ الصيانة، مما أدى إلى إطلاق 20 مليون كوري (740 PBq ) على شكل 50-100 طن من النفايات المشعة عالية المستوى . وقد لوثت السحابة المشعة الناتجة مساحة شاسعة تزيد عن 750 كـم2 (290 ميل2) (دائرة نصف قطرها تسعة أميال) في جبال الأورال الشرقية، مما تسبب في المرض والوفاة بسبب التسمم الإشعاعي .
أبقت الحكومة السوفيتية سر هذا الحادث لمدة 30 عامًا تقريبًا. تم تصنيفها بـ 6 على مقياس INES المكون من سبعة مستويات. وتأتي في المرتبة الثالثة من حيث الخطورة، ولا يسبقها سوى تشيرنوبيل في أوكرانيا وفوكوشيما في اليابان.
لا يزال ماياك نشطًا اعتبارًا من 2020 وهو بمثابة موقع لإعادة معالجة الوقود النووي المستهلك. واليوم ينتج المصنع التريتيوم والنظائر المشعة ، وليس البلوتونيوم.[بحاجة لمصدر] في السنوات الأخيرة، أثارت المقترحات القائلة بأن المصنع يعيد معالجة النفايات من المفاعلات النووية الأجنبية الجدل.
يبدو أن حادثًا لم يتم الإبلاغ عنه بشكل كامل قد وقع في سبتمبر 2017؛  انظر زيادة النشاط الإشعاعي المحمول جواً في أوروبا في خريف عام 2017 .

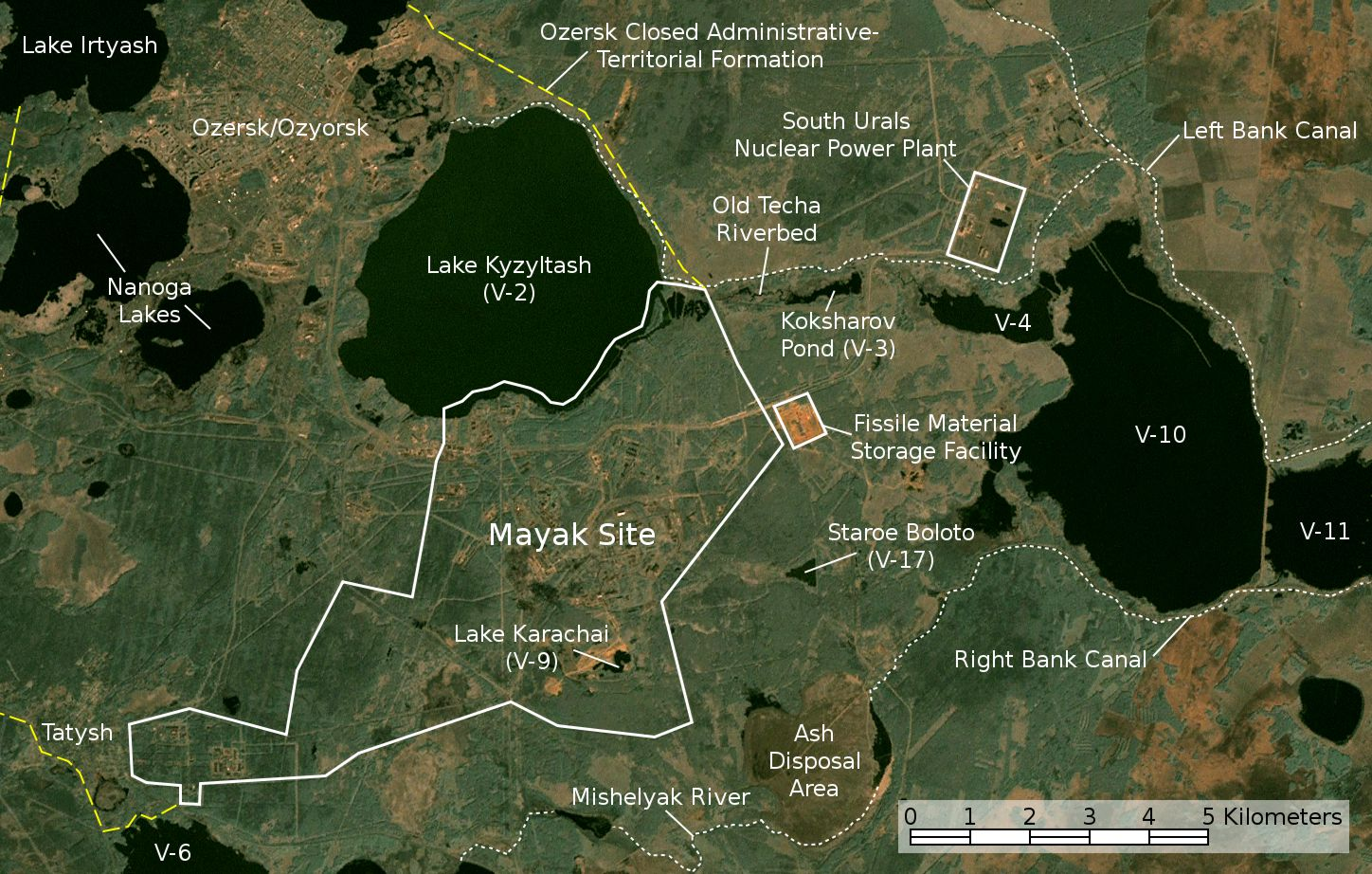
صورة القمر الصناعي/خريطة منشأة ماياك النووية.

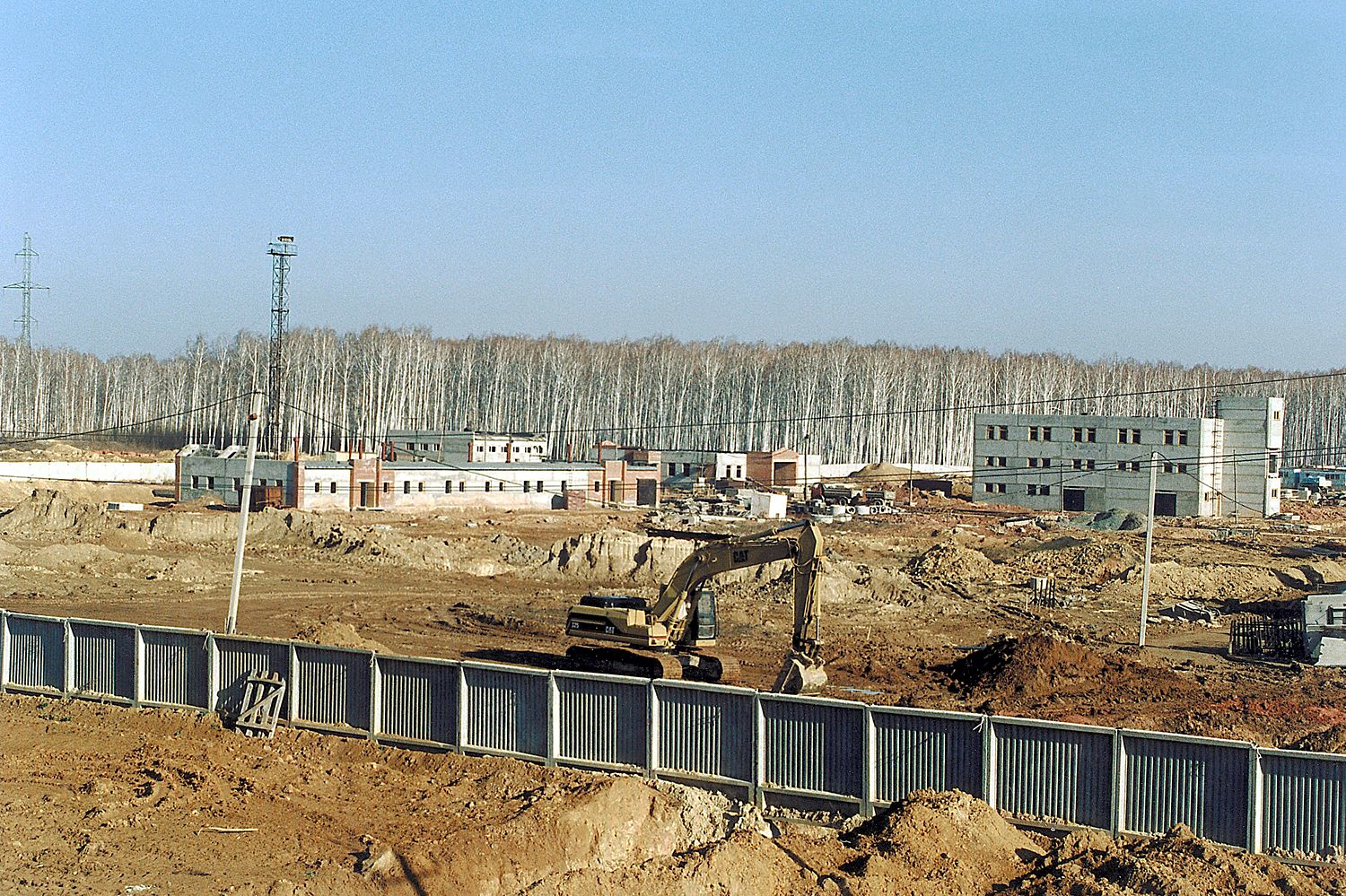
مرفق تخزين المواد الانشطارية (FMSF). النظر في المبنى الإداري للمخزن ليشمل كافة المرافق المساندة. الحفارة هي إحدى قطع معدات البناء التي اشترتها USACE.

### ملحوظات
هذا القسم منسوخ ومترجم من مدخل ويكيبيديا الألمانية لـ "ماياك"، مع تصحيح بعض الأخطاء النحوية

## أنظر أيضا
- المدينة 40
- قائمة الحوادث النووية المدنية
- قائمة الحوادث النووية العسكرية
- الحوادث والحوادث النووية والإشعاعية
- أوزيورسك، منطقة تشيليابينسك
- تلوث اشعاعي
- النفايات المشعة
- اليورانيوم المعاد معالجته
- نهر تيتشا ، النهر المشع